# Campeonato Mundial de Clubes de Fútbol de Salón
El Campeonato Mundial de Clubes de Fútbol de Salón, conocido también como Mundial de Clubes de Futsal y anteriormente como Copa Intercontinental de Clubes de la AMF, es el principal certamen internacional de futsal a nivel de clubes, organizado por la Asociación Mundial de Futsal (AMF). Originalmente, fue gestionado por la Federación Internacional de Fútbol de Salón (FIFUSA) hasta su disolución deportiva e institucional en 2004, año en que la AMF asumió la organización del torneo.
En sus primeras ediciones, la competencia consistía en un enfrentamiento directo entre los campeones de América y Europa. Con el tiempo, el formato fue ampliado para incluir a más equipos de distintas regiones del mundo. Desde la pandemia, el torneo se realiza de forma anual, habiéndose disputado tres ediciones consecutivas bajo esta nueva modalidad.
El campeón vigente es el Albion B.B.C. Pan de Azúcar de Uruguay, que se coronó tras vencer 3-0 a Alcaldía Dosquebradas-BL-Bachestic de Colombia en la última edición, celebrada en territorio colombiano.
Los clubes más laureados en la historia del torneo son Bradesco de Brasil, Rubio Ñu y Simón Bolívar de Paraguay, y Caciques del Quindío de Colombia, con dos títulos cada uno.

## Historia
Originalmente, el torneo se disputaba de manera intermitente entre clubes de Europa (UEFS) y Sudamérica (CSFS). En 2014, se amplió el número de equipos participantes, otorgando dos (2) cupos a clubes de Europa y Sudamérica por zona. Además, hicieron su debut equipos de Asia (Confederación Asiática de Futsal, CATFS), África (Confederación Africana de Futsal, CAFUSA) y Norte y Centroamérica (Confederación Norte-Central-Caribeña de Futsal, CONCACFUTSAL), con un (1) cupo asignado a cada región, así como un equipo representante de Oceanía.
Esto buscaba consolidar el torneo como un verdadero Mundial de Clubes. Sin embargo, por diversas razones, cuatro equipos cancelaron su participación, y el campeonato no llegó a disputarse ese año.
En 2017, se organizó en Cataluña un torneo continental de clubes con la intención de coronar al mejor equipo del mundo. Inicialmente, estaban inscritos los mejores clubes de 16 federaciones. Sin embargo, debido a problemas logísticos por parte de la organización, solo participaron 8 equipos provenientes de 7 federaciones.
Posteriormente, en 2019, se disputó una serie de dos partidos entre el campeón de América (Caciques del Quindío) y el campeón de Europa (Dinamo de Moscú).

## Campeonatos

### Resultados
| Año                                                       | Edición                                             | Sede                                                | Campeón                                             | Final Resultado                                     | Subcampeón                                          | Tercer lugar                                        | Resultado                                           | Cuarto lugar                                        |
| Campeonato Mundial de Clubes Campeones de la FIFUSA       | Campeonato Mundial de Clubes Campeones de la FIFUSA | Campeonato Mundial de Clubes Campeones de la FIFUSA | Campeonato Mundial de Clubes Campeones de la FIFUSA | Campeonato Mundial de Clubes Campeones de la FIFUSA | Campeonato Mundial de Clubes Campeones de la FIFUSA | Campeonato Mundial de Clubes Campeones de la FIFUSA | Campeonato Mundial de Clubes Campeones de la FIFUSA | Campeonato Mundial de Clubes Campeones de la FIFUSA |
| --------------------------------------------------------- | --------------------------------------------------- | --------------------------------------------------- | --------------------------------------------------- | --------------------------------------------------- | --------------------------------------------------- | --------------------------------------------------- | --------------------------------------------------- | --------------------------------------------------- |
| 1986                                                      | I                                                   | Río de Janeiro                                      | Bradesco                                            | Ronda única (2-1)                                   | Interviú Lloyd's                                    |                                                     |                                                     |                                                     |
| 1988                                                      | II                                                  | Río de Janeiro                                      | Bradesco                                            | 3-2                                                 | Perdigao                                            |                                                     |                                                     |                                                     |
| 1990                                                      | III                                                 | Asunción                                            | Perdigao                                            | -                                                   | Club Simón Bolívar                                  |                                                     |                                                     |                                                     |
| 1999                                                      | IV                                                  | Bogotá                                              | Rubio Ñu                                            | 5-2                                                 | Saeta FSC                                           | Deportbello                                         | 5-0                                                 | Polygram                                            |
| Desafío Copa Intercontinental de Clubes de la AMF         |                                                     |                                                     |                                                     |                                                     |                                                     |                                                     |                                                     |                                                     |
| 2004                                                      | V                                                   | Paraguay                                            | Rubio Ñu                                            | 2-3 7-3 1-0                                         | Almaz Al Rosa                                       |                                                     |                                                     |                                                     |
| 2006                                                      | VI                                                  | España                                              | Deporcentro Casuarinas                              | 6-3 3-2                                             | Almaz Al Rosa                                       |                                                     |                                                     |                                                     |
| 2006                                                      | VII                                                 | Bolivia                                             | Club Simón Bolívar                                  | 3-1                                                 | Cooperativa Rural de Electrificación                |                                                     |                                                     |                                                     |
| 2008                                                      | VIII                                                | Comodoro                                            | Club Gomería Los Amigos                             | 4-2                                                 | Casino Club                                         | Piratas Crazy Car                                   | 3-                                                  | Estudiantes de Zulía                                |
| 2012                                                      | IX                                                  | Rusia                                               | Spartak Moscú                                       | 3-1 4-1 3-3                                         | Don Orione                                          |                                                     |                                                     |                                                     |
| 2014                                                      | –                                                   | Argentina                                           | Cancelado                                           | Cancelado                                           | Cancelado                                           | Cancelado                                           | Cancelado                                           | Cancelado                                           |
| 2017                                                      | X                                                   | España                                              | Colorado Jundiaí                                    | 2-1                                                 | Casa Magallanes                                     | Club Jave                                           | 9-1                                                 | Sidney All-Stars                                    |
| 2017                                                      | XI                                                  | Rusia                                               | Torpedo-MAMI                                        | -                                                   | Egorievsk                                           |                                                     |                                                     |                                                     |
| 2019                                                      | XII                                                 | Moscú                                               | Caciques del Quindío                                | 3-3 4-4 (4-3) (p.)                                  | Dinamo de Moscú                                     |                                                     |                                                     |                                                     |
| 2020-2021                                                 | No se disputó por la pandemia de COVID-19.          | No se disputó por la pandemia de COVID-19.          | No se disputó por la pandemia de COVID-19.          | No se disputó por la pandemia de COVID-19.          | No se disputó por la pandemia de COVID-19.          | No se disputó por la pandemia de COVID-19.          | No se disputó por la pandemia de COVID-19.          | No se disputó por la pandemia de COVID-19.          |
| Copa Intercontinental de Clubes de la AMF                 |                                                     |                                                     |                                                     |                                                     |                                                     |                                                     |                                                     |                                                     |
| 2022                                                      | XIII                                                | Tijuana                                             | Club Simón Bolívar                                  | 5-1                                                 | Faraones de Pitalito                                | Caciques del Quindío                                | 6-0                                                 | Sportivo José Meza                                  |
| 2023                                                      | XIV                                                 | Pitalito                                            | Faraones de Pitalito                                | 3-1                                                 | Sportivo Jose Meza                                  | Caciques del Quindío                                | 7-4                                                 | Calvario Latinos F. C.                              |
| 2024                                                      | XV                                                  | Armenia                                             | Caciques del Quindío                                | 1-0                                                 | Calvario Latinos F. C.                              | Faraones de Pitalito                                | 5-3                                                 | Sport Azucena                                       |
| Campeonato Mundial de Clubes de Fútbol de Salón de la AMF |                                                     |                                                     |                                                     |                                                     |                                                     |                                                     |                                                     |                                                     |
| 2025                                                      | XVI                                                 | Ibagué                                              | Albion B.B.C. Pan de Azúcar                         | 3-0                                                 | Alcaldía Dosquebradas-BL-Bachestic                  | Caciques del Quindío                                | 3-2                                                 | Kyrios Sport                                        |
| 2026                                                      | XVII                                                | Por definir                                         | Por disputarse                                      | Por disputarse                                      | Por disputarse                                      | Por disputarse                                      | Por disputarse                                      | Por disputarse                                      |

### Mundial Futsal Clubes AMF 2025
CSFS (Sudamérica)
(10 cupos)

## Palmarés

### Títulos por equipos
| Equipo                               | Campeón        | Subcampeón     | Tercer lugar         | Cuarto lugar |
| ------------------------------------ | -------------- | -------------- | -------------------- | ------------ |
| Club Simón Bolívar                   | 2 (2006, 2022) | 1 (1990)       |                      |              |
| Caciques del Quindío                 | 2 (2019, 2024) |                | 3 (2022, 2023, 2025) |              |
| Bradesco                             | 2 (1986, 1988) |                |                      |              |
| Rubio Ñu                             | 2 (1999, 2004) |                |                      |              |
| Faraones de Pitalito                 | 1 (2023)       | 1 (2022)       | 1 (2024)             |              |
| Perdigão Jupará                      | 1 (1990)       | 1 (1988)       |                      |              |
| Club Deporcentro Casuarinas          | 1 (2006)       |                |                      |              |
| Gomería Los Amigos                   | 1 (2008)       |                |                      |              |
| Spartak Moscú                        | 1 (2012)       |                |                      |              |
| Colorado Jundiaí                     | 1 (2017)       |                |                      |              |
| Torpedo-MAMI                         | 1 (2017)       |                |                      |              |
| Albion BBC Pan de Azúcar             | 1 (2025)       |                |                      |              |
| Almaz Al Rosa                        |                | 2 (2004, 2006) |                      |              |
| Sportivo José Meza                   |                | 1 (2023)       |                      | 1 (2022)     |
| Calvario Latinos F. C.               |                | 1 (2024)       |                      | 1 (2023)     |
| Interviú Lloyd's                     |                | 1 (1986)       |                      |              |
| Saeta FSC                            |                | 1 (1999)       |                      |              |
| Cooperativa Rural de Electrificación |                | 1 (2006)       |                      |              |
| Casino Club                          |                | 1 (2008)       |                      |              |
| Don Orione                           |                | 1 (2012)       |                      |              |
| Casa Magallanes                      |                | 1 (2017)       |                      |              |
| Egorievsk                            |                | 1 (2017)       |                      |              |
| Dinamo de Moscú                      |                | 1 (2019)       |                      |              |
| Alcaldía Dosquebradas-BL-Bachestic   |                | 1 (2025)       |                      |              |
| Deportbello                          |                |                | 1 (1999)             |              |
| Piratas Crazy Car                    |                |                | 1 (2008)             |              |
| Club Jave                            |                |                | 1 (2017)             |              |
| Polygram                             |                |                |                      | 1 (1999)     |
| Estudiantes de Zulía                 |                |                |                      | 1 (2008)     |
| Sidney All-Stars                     |                |                |                      | 1 (2017)     |
| Sport Azucena                        |                |                |                      | 1 (2024)     |
| Kyrios Sport                         |                |                |                      | 1 (2025)     |

### Títulos por país
| Equipo    | Campeón                          | Subcampeón                 | Tercer lugar                      | Cuarto lugar         |
| --------- | -------------------------------- | -------------------------- | --------------------------------- | -------------------- |
| Paraguay  | 5 (1999, 2004, 2006, 2008, 2022) | 2 (1990, 2023)             |                                   | 3 (2022, 2024, 2025) |
| Brasil    | 4 (1986, 1987, 1990, 2017)       | 1 (1987)                   |                                   |                      |
| Colombia  | 3 (2019, 2023, 2024)             | 3 (1999, 2022, 2025)       | 5 (2008, 2022, 2023, 2024, (2025) |                      |
| Rusia     | 2 (2012, 2017)                   | 4 (2004, 2006, 2017, 2019) |                                   |                      |
| Uruguay   | 1 (2025)                         |                            | 1 (2017)                          |                      |
| Perú      | 1 (2006)                         |                            |                                   |                      |
| Argentina |                                  | 3 (2008, 2012, 2017)       |                                   |                      |
| México    |                                  | 1 (2024)                   |                                   | 1 (2023)             |
| España    |                                  | 1 (1986)                   |                                   |                      |
| Bolivia   |                                  | 1 (2006)                   |                                   |                      |
| Venezuela |                                  |                            |                                   | 1 (2008)             |
| Australia |                                  |                            |                                   | 1 (2017)             |

## Torneos de la UEFS
| Nerjungri 2002          | Koncentrat · Rusia    | Almaz Al Rosa · Rusia |
| Mirnyj - Nerjungri 2005 | Almaz Al Rosa · Rusia | Koncentrat · Rusia    |

### Títulos
| Equipo        | Campeón  | Subcampeón |
| ------------- | -------- | ---------- |
| Almaz Al Rosa | 1 (2002) | 1 (2005)   |
| Koncentrat    | 1 (2005) | 1 (2002)   |

### Palmarés por país
| Equipo | Campeón | Subcampeón |
| ------ | ------- | ---------- |
| Rusia  | 2       | 2          |